# Christoph Buys Ballot
Pour les articles homonymes, voir Buys Ballot, Buys et Ballot.
Christoph Hendrik Diederik Buys Ballot (1817-1890) fut un scientifique néerlandais. Il est l'un des fondateurs de la météorologie moderne. Il a été le premier météorologue à utiliser au XIXe siècle un système d'ombres pour représenter les zones de pression différentes. Il découvrit comment les vents circulent autour des systèmes de haute pression et des systèmes de basse pression.

## Biographie

### Éducation
Christoph Buys Ballot, né le 10 octobre 1817, est le fils d'un ministre des Églises réformées des Pays-Bas. Il est né à Kloetinge et a étudié d'abord au Gymnasium de Zaltbommel, puis à l’Hogeschool (maintenant l’université d'Utrecht). Il a reçu son doctorat en 1844.

### Carrière
Il est immédiatement admis comme chargé de cours à la même institution d'enseignement en minéralogie et de géologie. En 1846 se sont ajoutés des cours de chimie. En 1847, il devint professeur de mathématiques à quoi s'ajoute la physique à partir de 1867 jusqu'à sa mort le 3 février 1890.

### Travaux

Loi de Buys-Ballot : un observateur faisant face au vent dans l'hémisphère nord a une dépression à sa droite (D) et un anticyclone à sa gauche (A). L'inverse est vrai dans l'hémisphère sud.

Buys Ballot est plus connu pour ses recherches en météorologie, en particulier sur l'explication le sens de la circulation autour des dépressions et des anticyclones. Ainsi la loi de Buys-Ballot dit qu'une personne debout et  face au vent dans l'hémisphère nord  aura la dépression à sa droite et l'anticyclone à sa gauche. La position des zones de pressions est inversée dans l'hémisphère sud. Bien que William Ferrel fut le premier à la théoriser, Buys-Ballot en trouva le premier une validation empirique et publia ses résultats en 1857. La loi porta donc son nom. Ayant appris que William Ferrel l'avait déjà théorisée, il proposa que la loi soit débaptisée au profit du nom de ce dernier, ce que William Ferrel refusa courtoisement.
Son domaine principal de recherche a été cependant l'examen des données historiques des observations météorologiques pour trouver des irrégularités. Il n'en a pas toutefois donné d'explications malgré sa formation en physique. On lui doit ainsi une méthode tabulaire pour la recherche de périodicité dans les données qui lui servit pour trouver la période de rotation du Soleil à partir de la variation des observations de température aux Pays-Bas entre 1729 et 1846.
Il a été le fondateur du Koninklijk Nederlands Meteorologisch Instituut (le service météorologique des Pays-Bas) en 1854, dont il a été directeur jusqu'à sa mort. Il a reconnu rapidement la nécessité d'échange et de coopération entre les nations pour la dissémination des données météorologiques et en 1873, il est devenu le premier président de l’Organisation météorologique internationale, l'ancêtre de l'actuelle Organisation météorologique mondiale. 
Ses recherches ne se limitent pas qu'à la météorologie. En 1845, Buys Ballot engage un groupe de musiciens pour jouer une note bien précise sur le train Utrecht-Amsterdam. Il enregistre ensuite la différence entre cette fréquence et celle perçue le long de la ligne par un observateur pour confirmer les équations de Christian Doppler concernant la propagation des ondes sonores (Effet Doppler-Fizeau). Un de ses étudiants les plus connus est l'astronome néerlandais Jacobus Kapteyn.

## Renommée
L'Académie royale néerlandaise des arts et des sciences décerne la Médaille Buys Ballot, nommée en son honneur, aux météorologues ayant particulièrement contribué au domaine. En 1971, un cratère de la face cachée de la Lune a été nommé Buys-Ballot.